# Peter Paul Prabhu
Peter Paul Prabhu (* 20. März 1931 in Chennai; † 10. September 2013) war ein indischer Geistlicher, römisch-katholischer Erzbischof und Diplomat des Heiligen Stuhls.

## Leben
Peter Paul Prabhu empfing am 20. Dezember 1955 die Priesterweihe für das Erzbistum Madras-Mylapore. 
Papst Johannes Paul II. ernannte ihn am 13. November 1993 zum Apostolischen Pro-Nuntius in Simbabwe und Titularerzbischof von Tituli in Numidia. Der Papst persönlich spendete ihm am 6. Januar des nächsten Jahres die Bischofsweihe; Mitkonsekratoren waren Giovanni Battista Re, Substitut des Staatssekretariates, und Josip Uhač, Sekretär der Kongregation für die Evangelisierung der Völker. 
Am 1. Juli 2002 nahm Johannes Paul II. sein aus gesundheitlichen Gründen vorgebrachtes Rücktrittsgesuch an.